# Jackie Oliver
Pour les articles homonymes, voir Oliver.
Jackie Oliver, né le 14 août 1942 à Chadwell Heath en Angleterre, est un ancien pilote automobile britannique. Il est également connu pour avoir cofondé et dirigé l'écurie Arrows en Formule 1. 

## Biographie
Jackie Oliver commence sa carrière en sport automobile en 1961, dans des épreuves de Tourisme puis de Grand Tourisme. Plus tard, il passe par le championnat britannique de Formule 3, où il démontre des qualités suffisantes pour être engagé en 1967 dans l'écurie officielle Lotus en Formule 2. Il effectue cette même année ses débuts officieux en Grand Prix à l'occasion du GP d'Allemagne, où les F2 sont appelées pour compléter le plateau des Formule 1. Il termine premier de la catégorie F2 et cinquième au classement général.
En 1968, à la suite de la mort de Jim Clark, il est titularisé en Formule 1 par Lotus. Mais malgré une troisième place au GP du Mexique et un meilleur tour en course au GP d'Italie, il réalise une saison assez décevante, et est remplacé par le grand espoir autrichien Jochen Rindt en fin d'année. En 1969, il trouve refuge chez BRM, mais la prestigieuse écurie britannique est en perte de vitesse, et Oliver passe deux années catastrophiques du point de vue des résultats, essentiellement en raison du manque de fiabilité de sa monoplace. 
Durant cette période, Oliver se console par ses prestations en endurance. Au volant de la Ford GT40 aux couleurs de Gulf, il remporte notamment les 24 Heures du Mans 1969, à l'issue d'un final resté légendaire de son coéquipier Jacky Ickx. En 1971, il s'impose également aux 24 Heures de Daytona, aux 1 000 km de Spa-Francorchamps et aux 1 000 km de Monza avec Pedro Rodriguez, au volant d'une Porsche 917. 
À partir de 1971, sans volant régulier en Formule 1 (il dispute tout de même trois GP en 1971 avec McLaren et un GP en 1972 avec BRM), il dispute également le championnat d'Endurance CanAm, en Amérique du Nord, pour le compte de l'écurie américaine Shadow. Ce qui lui permet de revenir à temps-plein en Formule 1 en 1973 lorsque Shadow décide de s'engager dans la catégorie reine, mais sans grande réussite, si ce n'est une troisième place au GP du Canada.
En 1974, Oliver retourne en CanAm (toujours avec Shadow) et décroche le titre. Il dispute également en 1975 et 1976 le championnat de Formule 5000 en Amérique du Nord, avec notamment un succès à Elkhart Lake en 1976. En 1977, il dispute sur la Shadow deux derniers GP de Formule 1 (en Suède où il termine neuvième, et à Brands Hatch hors-championnat dans la Course des Champions)
De plus en plus impliqué dans la direction de l'écurie Shadow, il est au cœur de la grande saga de l'inter-saison 1977-1978 lorsque avec plusieurs autres membres importants de Shadow, il part fonder Arrows, une nouvelle écurie de Formule 1. Le nom Arrows est d'ailleurs dérivé de AROWS, un acronyme composé des initiales de ses fondateurs:  Franco Ambrosio, Alan Rees, Jackie Oliver, Dave Wass et Tony Southgate. Progressivement seul aux commandes d'Arrows, Jackie Oliver ne parvient pas à faire décoller les résultats de l'écurie, qui reste encore aujourd'hui dans l'histoire comme l'équipe ayant disputé le plus grand nombre de GP sans jamais s'imposer. Après avoir vendu la majorité des parts d'Arrows au consortium japonais Footwork dans la première partie des années 1990 (ce qui vaudra à Arrows de prendre le nom Footwork Racing pendant plusieurs saisons), Oliver retrouve brièvement les pleins pouvoirs, avant de céder à nouveau la majorité de ses parts à Tom Walkinshaw, au cours de la saison 1996. Puis, au bout de trois saisons supplémentaires passées chez Arrows sans véritables responsabilités, il cède ses parts restantes et quitte la Formule 1.

## Palmarès
- Vainqueur des 24 Heures du Mans 1969
- Vainqueur des 24 Heures de Daytona, des 1 000 km de Monza et des 1 000 km de Spa-Francorchamps en 1971.
- Vainqueur du championnat CanAm 1974 (4 victoires, sur Shadow DN4)
- Vainqueur des 200 miles de Mosport 1976

## Résultats en championnat du monde de Formule 1
| Saison | Écurie                                    | Châssis                    | Moteur      | Pneus     | GP disputés | Points inscrits | Classement |
| ------ | ----------------------------------------- | -------------------------- | ----------- | --------- | ----------- | --------------- | ---------- |
| 1968   | Gold Leaf Team Lotus                      | 49 49B                     | Cosworth V8 | Firestone | 8           | 6               | 13e        |
| 1969   | Owen Racing Organisation                  | BRM P133 BRM P138 BRM P139 | BRM V12     | Dunlop    | 8           | 1               | 17e        |
| 1970   | Owen Racing Organisation Yardley Team BRM | BRM P153                   | BRM V12     | Dunlop    | 13          | 2               | 20e        |
| 1971   | Bruce McLaren Motor Racing                | M14A                       | Cosworth V8 | Goodyear  | 3           | 0               | Nc.        |
| 1972   | Marlboro BRM                              | BRM P160B                  | BRM V12     | Firestone | 1           | 0               | Nc.        |
| 1973   | UOP Shadow Racing Team                    | DN1                        | Cosworth V8 | Goodyear  | 13          | 4               | 14e        |
| 1977   | Shadow Racing Team                        | DN8                        | Cosworth V8 | Goodyear  | 1           | 0               | Nc.        |

## Résultats aux 24 Heures du Mans
| Année | Équipe                               | Voiture        | Équipiers       | Résultat  |
| ----- | ------------------------------------ | -------------- | --------------- | --------- |
| 1968  | John Wyer Automotive Engineering     | Ford GT40      | Brian Muir      | Abandon   |
| 1969  | John Wyer Automotive Engineering     | Ford GT40      | Jacky Ickx      | Vainqueur |
| 1971  | John Wyer Automotive Engineering Ltd | Porsche 917 LH | Pedro Rodriguez | Abandon   |